# 6 Horas de Spa-Francorchamps 2016
Las 6 Horas de Spa-Francorchamps 2016, formalmente conocido como el WEC 6 Heures de Spa-Francorchamps, fue un evento de carreras de deportes de resistencia celebrado en el Circuito de Spa-Francorchamps, Spa, Bélgica, del 5 al 7 de mayo de 2016. Spa- Francorchamps fue la segunda carrera de la Temporada 2016 del Campeonato Mundial de Resistencia.

## Clasificación
Los ganadores de las poles en cada clase están marcados en negrita.
| Pos | Clase     | Equipo                           | Tiempo   | Grilla |
| --- | --------- | -------------------------------- | -------- | ------ |
| 1   | LMP1      | No. 1 Porsche Team               | 1:55.793 | 1      |
| 2   | LMP1      | No. 2 Porsche Team               | 1:56.590 | 2      |
| 3   | LMP1      | No. 6 Toyota Racing              | 1:57.698 | 3      |
| 4   | LMP1      | No. 8 Audi Sport Team Joest      | 1:57.716 | 4      |
| 5   | LMP1      | No. 5 Toyota Racing              | 1:57.750 | 5      |
| 6   | LMP1      | No. 7 Audi Sport Team Joest      | 1:57.915 | 6      |
| 7   | LMP1      | No. 13 Rebellion Racing          | 2:01.547 | 7      |
| 8   | LMP1      | No. 12 Rebellion Racing          | 2:02.126 | 8      |
| 9   | LMP1      | No. 4 Bykolles Racing Team       | 2:03.571 | 9      |
| 10  | LMP2      | No. 26 G-Drive Racing            | 2:07.363 | 10     |
| 11  | LMP2      | No. 36 Signatech Alpine          | 2:07.822 | 11     |
| 12  | LMP2      | No. 45 Manor                     | 2:08.336 | 12     |
| 13  | LMP2      | No. 38 G-Drive Racing            | 2:08.557 | 13     |
| 14  | LMP2      | No. 44 Manor                     | 2:08.893 | 14     |
| 15  | LMP2      | No. 43 RGR Sport by Morand       | 2:09.125 | 15     |
| 16  | LMP2      | No. 37 SMP Racing                | 2:09.445 | 16     |
| 17  | LMP2      | No. 31 Extreme Speed Motorsports | 2:09.601 | 17     |
| 18  | LMP2      | No. 27 SMP Racing                | 2:09.625 | 18     |
| 19  | LMP2      | No. 35 Baxi DC Racing Alpine     | 2:10.230 | 19     |
| 20  | LMP2      | No. 42 Strakka Racing            | 2:11.160 | 20     |
| 21  | LMP2      | No. 30 Extreme Speed Motorsports | 2:13.708 | 21     |
| 22  | LMGTE Pro | No. 71 AF Corse                  | 2:17.644 | 22     |
| 23  | LMGTE Pro | No. 51 AF Corse                  | 2:17.961 | 23     |
| 24  | LMGTE Pro | No. 97 Aston Martin Racing       | 2:17.987 | 24     |
| 25  | LMGTE Pro | No. 66 Ford Chip Ganassi Team UK | 2:18.380 | 25     |
| 26  | LMGTE Pro | No. 67 Ford Chip Ganassi Team UK | 2:18.418 | 26     |
| 27  | LMGTE Pro | No. 95 Aston Martin Racing       | 2:18.739 | 27     |
| 28  | LMGTE Pro | No. 77 Dempsey-Proton Racing     | 2:20.036 | 28     |
| 29  | LMGTE Am  | No. 98 Aston Martin Racing       | 2:20.351 | 29     |
| 30  | LMGTE Am  | No. 83 AF Corse                  | 2:22.202 | 30     |
| 31  | LMGTE Am  | No. 88 Abu Dhabi-Proton Racing   | 2:22.457 | 31     |
| 32  | LMGTE Am  | No. 86 Gulf Racing               | 2:22.928 | 32     |
| 33  | LMGTE Am  | No. 78 KCMG                      | 2:23.316 | 33     |
| 34  | LMGTE Am  | No. 50 Larbre Compétition        | 2:23.590 | 34     |

## Carrera
Resultados por clase
| Pos. general | Pos. clase | Clase     | N.° | Escudería                 | Pilotos                                                 | Automóvil                 | Vueltas | Tiempo/Retirado | Campeonato | Campeonato |
| Pos. general | Pos. clase | Clase     | N.° | Escudería                 | Pilotos                                                 | Automóvil                 | Vueltas | Tiempo/Retirado | Pos.       | Puntos     |
| LMP          | LMP        | LMP       | LMP | LMP                       | LMP                                                     | LMP                       | LMP     | LMP             | LMP        | LMP        |
| ------------ | ---------- | --------- | --- | ------------------------- | ------------------------------------------------------- | ------------------------- | ------- | --------------- | ---------- | ---------- |
| 1            | 1          | LMP1      | 8   | Audi Sport Team Joest     | Lucas Di Grassi Loïc Duval Oliver Jarvis                | Audi R18                  | 160     | 6:00:32.112     | 1          | 25         |
| 2            | 2          | LMP1      | 2   | Porsche Team              | Romain Dumas Neel Jani Marc Lieb                        | Porsche 919 Hybrid        | 158     | +2 vueltas      | 2          | 18         |
| 3            | 3          | LMP1      | 13  | Rebellion Racing          | Mathéo Tuscher Dominik Kraihamer Alexandre Imperatori   | Rebellion R-One-AER       | 156     | +4 vueltas      | 3          | 15         |
| 4            | 4          | LMP1      | 12  | Rebellion Racing          | Nicolas Prost Nelson Piquet, Jr. Nick Heidfeld          | Rebellion R-One-AER       | 155     | +5 vueltas      | 4          | 12         |
| 5            | 5          | LMP1      | 7   | Audi Sport Team Joest     | Marcel Fässler André Lotterer Benoît Tréluyer           | Audi R18                  | 155     | +5 vueltas      | 5          | 10         |
| 6            | 6          | LMP1      | 4   | ByKolles Racing Team      | Simon Trummer Oliver Webb James Rossiter                | CLM P1/01-AER             | 151     | +9 vueltas      | 6          | 8          |
| 7            | 1          | LMP2      | 36  | Signatech Alpine          | Gustavo Menezes Nicolas Lapierre Stéphane Richelmi      | Alpine A460-Nissan        | 151     | +9 vueltas      | 7          | 6          |
| 8            | 2          | LMP2      | 31  | Extreme Speed Motorsports | Ryan Dalziel Pipo Derani Chris Cumming                  | Ligier JS P2-Nissan       | 151     | +9 vueltas      | 8          | 4          |
| 9            | 3          | LMP2      | 45  | Manor                     | Matt Rao Richard Bradley Roberto Merhi                  | Oreca 05-Nissan           | 151     | +9 vueltas      | 9          | 2          |
| 10           | 4          | LMP2      | 43  | RGR Sport by Morand       | Ricardo González Filipe Albuquerque Bruno Senna         | Ligier JS P2-Nissan       | 151     | +9 vueltas      | 10         | 1          |
| 11           | 5          | LMP2      | 26  | G-Drive Racing            | Roman Rusinov Nathanaël Berthon René Rast               | Oreca 05-Nissan           | 150     | +10 vueltas     | 11         | 0.5        |
| 12           | 6          | LMP2      | 38  | G-Drive Racing            | Simon Dolan Giedo van der Garde Jake Dennis             | Gibson 015S-Nissan        | 148     | +12 vueltas     | 12         | 0.5        |
| 13           | 7          | LMP2      | 30  | Extreme Speed Motorsports | Scott Sharp Ed Brown Johannes van Overbeek              | Ligier JS P2-Nissan       | 146     | +14 vueltas     | 13         | 0.5        |
| 15           | 8          | LMP2      | 44  | Manor                     | Tor Graves Will Stevens James Jakes                     | Oreca 05-Nissan           | 144     | +16 vueltas     | 14         | 0.5        |
| 24           | 9          | LMP2      | 37  | SMP Racing                | Vitaly Petrov Kirill Ladygin Viktor Shaytar             | BR01-Nissan               | 136     | +24 vueltas     | 15         | 0.5        |
| 26           | 7          | LMP1      | 1   | Porsche Team              | Timo Bernhard Mark Webber Brendon Hartley               | Porsche 919 Hybrid        | 112     | +48 vueltas     | 16         | 0.5        |
| 27           | 8          | LMP1      | 5   | Toyota Gazoo Racing       | Anthony Davidson Sébastien Buemi Kazuki Nakajima        | Toyota TS050 Hybrid       | 110     | +50 vueltas     | 17         | 0.5        |
| Ret          | Ret        | LMP2      | 35  | Baxi DC Racing Alpine     | David Cheng Ho-Pin Tung Nelson Panciatici               | Alpine A460-Nissan        | 143     | Retirado        | Ret        | Ret        |
| Ret          | Ret        | LMP2      | 27  | SMP Racing                | Nicolas Minassian Maurizio Mediani David Markozov       | BR01-Nissan               | 123     | Retirado        | Ret        | Ret        |
| Ret          | Ret        | LMP1      | 6   | Toyota Gazoo Racing       | Stéphane Sarrazin Mike Conway Kamui Kobayashi           | Toyota TS050 Hybrid       | 87      | Retirado        | Ret        | Ret        |
| Ret          | Ret        | LMP2      | 42  | Strakka Racing            | Nick Leventis Danny Watts Jonny Kane                    | Gibson 015S-Nissan        | 78      | Retirado        | Ret        | Ret        |
| LMP2         |            |           |     |                           |                                                         |                           |         |                 |            |            |
| 7            | 1          | LMP2      | 36  | Signatech Alpine          | Gustavo Menezes Nicolas Lapierre Stéphane Richelmi      | Alpine A460-Nissan        | 151     | 6:02:07.889     | 1          | 25         |
| 8            | 2          | LMP2      | 31  | Extreme Speed Motorsports | Ryan Dalziel Pipo Derani Chris Cumming                  | Ligier JS P2-Nissan       | 151     | +3.579          | 2          | 18         |
| 9            | 3          | LMP2      | 45  | Manor                     | Matt Rao Richard Bradley Roberto Merhi                  | Oreca 05-Nissan           | 151     | +5.069          | 3          | 15         |
| 10           | 4          | LMP2      | 43  | RGR Sport by Morand       | Ricardo González Filipe Albuquerque Bruno Senna         | Ligier JS P2-Nissan       | 151     | +28.464         | 4          | 12         |
| 11           | 5          | LMP2      | 26  | G-Drive Racing            | Roman Rusinov Nathanaël Berthon René Rast               | Oreca 05-Nissan           | 150     | +1 vuelta       | 5          | 10         |
| 12           | 6          | LMP2      | 38  | G-Drive Racing            | Simon Dolan Giedo van der Garde Jake Dennis             | Gibson 015S-Nissan        | 148     | +3 vueltas      | 6          | 8          |
| 13           | 7          | LMP2      | 30  | Extreme Speed Motorsports | Scott Sharp Ed Brown Johannes van Overbeek              | Ligier JS P2-Nissan       | 146     | +5 vueltas      | 7          | 6          |
| 15           | 8          | LMP2      | 44  | Manor                     | Tor Graves Will Stevens James Jakes                     | Oreca 05-Nissan           | 144     | +7 vueltas      | 8          | 4          |
| 24           | 9          | LMP2      | 37  | SMP Racing                | Vitaly Petrov Kirill Ladygin Viktor Shaytar             | BR01-Nissan               | 136     | +15 vueltas     | 9          | 2          |
| Ret          | Ret        | LMP2      | 35  | Baxi DC Racing Alpine     | David Cheng Ho-Pin Tung Nelson Panciatici               | Alpine A460-Nissan        | 143     | Retirado        | Ret        | Ret        |
| Ret          | Ret        | LMP2      | 27  | SMP Racing                | Nicolas Minassian Maurizio Mediani David Markozov       | BR01-Nissan               | 123     | Retirado        | Ret        | Ret        |
| Ret          | Ret        | LMP2      | 42  | Strakka Racing            | Nick Leventis Danny Watts Jonny Kane                    | Gibson 015S-Nissan        | 78      | Retirado        | Ret        | Ret        |
| LMGTE        |            |           |     |                           |                                                         |                           |         |                 |            |            |
| Pos. general | Pos. clase | Clase     | N.° | Escudería                 | Pilotos                                                 | Automóvil                 | Vueltas | Tiempo/Retirado | Campeonato | Campeonato |
| Pos. general | Pos. clase | Clase     | N.° | Escudería                 | Pilotos                                                 | Automóvil                 | Vueltas | Tiempo/Retirado | Pos.       | Puntos     |
| 14           | 1          | LMGTE Pro | 71  | AF Corse                  | Davide Rigon Sam Bird                                   | Ferrari 488 GTE           | 145     | 6:02:44.667     | 1          | 25         |
| 16           | 2          | LMGTE Pro | 67  | Ford Chip Ganassi Team UK | Marino Franchitti Andy Priaulx Harry Tincknell          | Ford GT                   | 144     | +1 vuelta       | 2          | 18         |
| 17           | 3          | LMGTE Pro | 97  | Aston Martin Racing       | Richie Stanaway Fernando Rees Jonathan Adam             | Aston Martin Vantage V8   | 144     | +1 vuelta       | 3          | 15         |
| 18           | 4          | LMGTE Pro | 77  | Dempsey-Proton Racing     | Richard Lietz Michael Christensen                       | Porsche 911 RSR (2016)    | 142     | +3 vueltas      | 4          | 12         |
| 19           | 1          | LMGTE Am  | 98  | Aston Martin Racing       | Paul Dalla Lana Pedro Lamy Mathias Lauda                | Aston Martin Vantage V8   | 140     | +5 vueltas      | 5          | 10         |
| 20           | 2          | LMGTE Am  | 83  | AF Corse                  | François Perrodo Emmanuel Collard Rui Águas             | Ferrari F458 Italia       | 139     | +6 vueltas      | 6          | 8          |
| 21           | 3          | LMGTE Am  | 50  | Larbre Compétition        | Yutaka Yamagishi Pierre Ragues Paolo Ruberti            | Chevrolet Corvette C7-Z06 | 139     | +6 vueltas      | 7          | 6          |
| 22           | 4          | LMGTE Am  | 78  | KCMG                      | Christian Ried Wolf Henzler Joël Camathias              | Porsche 911 RSR           | 139     | +6 vueltas      | 8          | 4          |
| 23           | 5          | LMGTE Am  | 86  | Gulf Racing               | Michael Wainwright Adam Carroll Ben Barker              | Porsche 911 RSR           | 138     | +7 vueltas      | 9          | 2          |
| 25           | 6          | LMGTE Am  | 88  | Abu Dhabi-Proton Racing   | Khaled Al Qubaisi David Heinemeier Hansson Patrick Long | Porsche 911 RSR           | 136     | +9 vueltas      | 10         | 1          |
| Ret          | Ret        | LMGTE Pro | 51  | AF Corse                  | Gianmaria Bruni James Calado                            | Ferrari 488 GTE           | 140     | Retirado        | Ret        | Ret        |
| Ret          | Ret        | LMGTE Pro | 66  | Ford Chip Ganassi Team UK | Billy Johnson Stefan Mücke Olivier Pla                  | Ford GT                   | 100     | Retirado        | Ret        | Ret        |
| Ret          | Ret        | LMGTE Pro | 95  | Aston Martin Racing       | Nicki Thiim Marco Sørensen Darren Turner                | Aston Martin Vantage V8   | 40      | Retirado        | Ret        | Ret        |
| LMGTE Am     |            |           |     |                           |                                                         |                           |         |                 |            |            |
| 19           | 1          | LMGTE Am  | 98  | Aston Martin Racing       | Paul Dalla Lana Pedro Lamy Mathias Lauda                | Aston Martin Vantage V8   | 140     | 6:00:52.343     | 1          | 25         |
| 20           | 2          | LMGTE Am  | 83  | AF Corse                  | François Perrodo Emmanuel Collard Rui Águas             | Ferrari F458 Italia       | 139     | +1 vuelta       | 2          | 18         |
| 21           | 3          | LMGTE Am  | 50  | Larbre Compétition        | Yutaka Yamagishi Pierre Ragues Paolo Ruberti            | Chevrolet Corvette C7-Z06 | 139     | +1 vuelta       | 3          | 15         |
| 22           | 4          | LMGTE Am  | 78  | KCMG                      | Christian Ried Wolf Henzler Joël Camathias              | Porsche 911 RSR           | 139     | +1 vuelta       | 4          | 12         |
| 23           | 5          | LMGTE Am  | 86  | Gulf Racing               | Michael Wainwright Adam Carroll Ben Barker              | Porsche 911 RSR           | 138     | +2 vueltas      | 5          | 10         |
| 25           | 6          | LMGTE Am  | 88  | Abu Dhabi-Proton Racing   | Khaled Al Qubaisi David Heinemeier Hansson Patrick Long | Porsche 911 RSR           | 136     | +4 vueltas      | 6          | 8          |

Fuentes: FIA WEC.